# Forcipata forcipata
Forcipata forcipata är en insektsart som först beskrevs av Flor 1861.  Forcipata forcipata ingår i släktet Forcipata och familjen dvärgstritar. Arten är reproducerande i Sverige. Inga underarter finns listade i Catalogue of Life.